# Acidoton variifolius
Acidoton variifolius är en törelväxtart som beskrevs av Ignatz Urban och Erik Leonard Ekman. Acidoton variifolius ingår i släktet Acidoton och familjen törelväxter. Inga underarter finns listade i Catalogue of Life.